# Marino Badoer

Stemma Badoer

Marino Badoer (anni 1220 o 1230 – febbraio 1291) è stato un politico italiano.

## Biografia
Nacque in una rilevante famiglia del patriziato veneziano, figlio di Marco "di Santa Giustina" e di Marchesina del doge Pietro Ziani.
Il padre era capitano delle truppe della lega anti-ezzeliniana e, nel 1256, tolse Padova al "Tiranno". Dopo questo evento, Marino sposò Balzanella di Pietro da Peraga, ultima esponente, nonché erede unica, di una ricca e prestigiosa famiglia della nobiltà locale. Da loro discese il ramo dei Badoer "da Peraga" che affiancò al proprio stemma quello della casata padovana.
Secondo Andrea Dandolo, il Badoer figurava tra gli elettori del doge Lorenzo Tiepolo (1268) e, successivamente, del doge Jacopo Contarini (1275).
Da questo momento, le notizie sul suo conto sono incerte. Lucia Bastianelli ricorda diversi episodi che lo vedono impegnato come politico o diplomatico, ma non esclude possa trattarsi di un contemporaneo omonimo; studi più recenti di Marco Pozza notano come il suo testamento risalga al 13 febbraio 1291, pertanto dovrebbe essere morto entro la fine del mese.
Stando dunque alla prima ipotesi, alla fine del 1295, con Marco Giustiniani, venne inviato presso Azzo VIII d'Este per chiedere l'osservanza di alcuni trattati riguardanti i commerci veneziani nel Ferrarese.
Fu quindi podestà di Padova per sei mesi dal 1º gennaio 1303 e in questa veste rispose ai diplomatici veneziani nell'ambito di una questione riguardante lo sfruttamento delle saline e i confini tra i territori. Il 10 agosto 1306 venne nominato podestà di Trieste.
Nel 1307 (ammesso non si tratti ancora di un omonimo), con Andrea Zane e Jacopo Querini, fu ambasciatore presso papa Clemente V, Filippo IV di Francia e Carlo di Valois. Nel 1313 risultava consigliere del doge con Marco Marioni, Nicolò Contarini, Marco Michiel, Angelo Bembo e Marco Gabriel.
Potrebbe essere lui quel Marino "da Santa Giustina" che fu procuratore di San Marco e sostituì Pietro Gradenigo nel 1320; procuratore di sopra in sovrannumero dal 1323, morì nel 1324.
Difficile identificarlo con quel Marino "duca di Candia" cui Paolino Minorita dedicò il De regimine Rectoris in quanto di questi si hanno notizie sino all'insediamento di Marino Faliero (1354).